# Central-Kino (Kaiserslautern)
Das Central-Kino in Kaiserslautern gehört zu den ersten in Deutschland gebauten Lichtspieltheatern.

## Geschichte
Das Gebäude wurde 1913/14 für den Gipsermeister Philipp Henkel nach Plänen von Alois Loch im Jugendstil errichtet, 1925 erweitert und um 1990 umgebaut. 2005 war das Central kurzzeitig das erste Kino mit digitaler Projektion (DLP) in Rheinland-Pfalz, bis die Ausstrahlung mit dem geleasten Projektor aus Mangel an digitalen Filmen und wegen der Lizenzierungsbedingungen eingestellt wurde.

## Gebäude
Der langgestreckte Baukomplex besteht aus zwei zweigeschossigen Kopfbauten, die durch einen eingeschossigen Verbindungstrakt verbunden werden. Das ehemalige Hauptportal an der Osterstraße ist mit barockisierendem Sandsteinschmuck versehen; seit dem modernen Umbau ist die Richtung des Gebäudes umgedreht, Eingang und Kassenhalle befinden sich jetzt am entgegengesetzten Ende des Gebäudes. Auch Raumaufteilung und Innenausstattung sind nicht mehr original.